# ITOMACHI HOTEL 0
ITOMACHI HOTEL 0(いとまちほてるゼロ)は、愛媛県西条市朔日市にあるホテルである。

## 概要
アドバンテックが地方創生・まちづくり事業の一環として、約6ヘクタールの敷地でマルシェやレストラン等の商業施設を開発している「いとまち」内に開業した。ホテルは建物に省エネルギーと太陽光発電等の再生エネルギーの機能を備え、実質的な電力消費ゼロを可能する最高ランクのZEBを国内ホテルで初めて取得した。
ホテル敷地内には57室の客室を有した3棟からなる宿泊施設に加え、レセプションカフェや、キッチン付きコワーキングスペース、多目的スタジオ、ランドリーも併設している。設計は隈研吾が手掛けており、ホテル各棟をまたいでつながる大屋根に西条市のシンボルである石鎚山の山並みを表現するなど、西条市の風景から着想を得た建築を考案した。

## 沿革
- 2023年5月27日 - 開業。

## 周辺
- いとまちマルシェ
- 済生会西条病院
- ダイレックスついたち店
- ディスカウントドラッグコスモスついたち店
- ドラッグストアモリついたち店

## アクセス
- JR四国予讃線伊予西条駅よりタクシーで約10分。
- 瀬戸内運輸（せとうちバス）「玉姫殿前」バス停より下車して約5分。